# 下御井神社

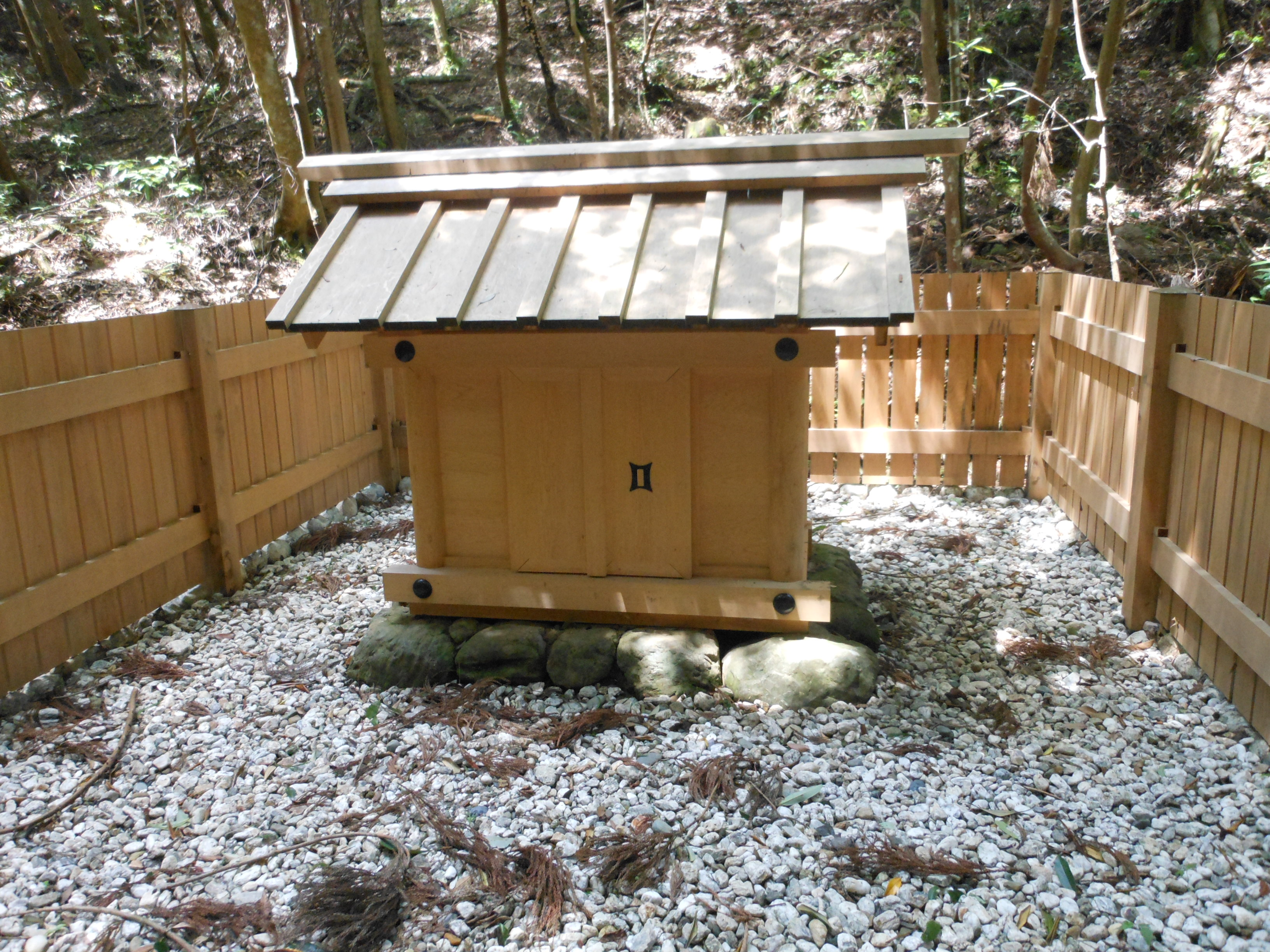
覆屋

下御井神社（しものみいのじんじゃ）は、伊勢神宮豊受大神宮（外宮）の所管社。外宮の宮域内、別宮の多賀宮に至る石段の右側、土宮に向かって左側に鎮座する。別名は少宮（わかみや）。

## 概要
三重県伊勢市豊川町の伊勢神宮外宮境内に鎮座する。外宮の所管社4社のうち第4位である。伊勢神宮の所管社には、通常賽銭箱が置かれていないが、写真のように下御井神社には賽銭箱が置かれている。
上御井神社と下御井神社の構造はよく似ている。板垣の内側にある建物は社殿ではなく、井桁の上に造られた「覆屋」である。上御井の覆屋には神職が中に入れるほどの大きさがあるのに対して、下御井の覆屋は小さく中に入ることはできない。また上御井神社の板垣は2重であるが、下御井神社は1重であり、覆屋の大きさに対応して低くなっている。下御井神社の構造に似た囲型埴輪が宝塚古墳（松阪市）や行者塚古墳（加古川市）で出土している。
祭神は下御井鎮守神（しものみいのまもりのかみ）。外宮の御料水の守護神、ないしは御料水を汲み上げる井戸の守護神、水神とされる。
多賀宮の崖下の小道にたたずむことから、参拝に訪れるものは少なく、櫻井勝之進は宿衛長だった頃、下御井神社で静寂に浸るのを楽しみの1つとしていた。

## 歴史
創建は不詳。『止由気宮儀式帳』には神社としての記載はないが、「御井」や「御井神」という語句が記載されており、上御井を指すものと見られる。同書には「御井二所」という記述もあり、上御井と下御井を表すものと思われる。
別宮の中で最も格式の高い多賀宮には、近世まで毎月6度の御饌を調製する忌火屋殿（いみびやでん）が外宮の忌火屋殿とは別に存在し、御饌が捧げられてきたが、明治時代に外宮の御饌殿で御饌を供えることになったため、忌火屋殿は廃止された。多賀宮の忌火屋殿廃止まで使われていた井戸はそのまま残され、下御井神社となった。
下御井は、上御井神社の予備の井戸とされているが、これまで上御井が涸れたことはないという。ただし、『太神宮諸雑事記』には永承5年（1050年）に上御井の水が涸れ、土宮の前の水、すなわち下御井の水を汲んだと記されている。「上御井」と同様、神に供える水を汲み上げる井戸である。
明治5年6月（グレゴリオ暦：1872年7月）、教部省は『延喜式神名帳』および『延暦儀式帳』に記載のない神社を一律に神宮所管から外し、度会県および三重県管轄に移行したため、下御井神社も神宮所管から離れることとなった。翌1873年（明治6年）に神宮司庁は許可を得て、下御井神社と上御井神社を外宮所管社に復帰させた。1913年（大正2年）3月に覆屋が造り替えられた。

## 交通
土宮から少し谷間の小高いところへ登ったところにある。
公共交通
- JR参宮線・近鉄山田線伊勢市駅南口（JR）より徒歩5分程度[14]。
- 三重交通「伊勢市駅前」バス停より徒歩5分。
- 三重交通「外宮前」バス停よりすぐ。

自家用車
- 伊勢自動車道伊勢西ICより三重県道32号伊勢磯部線（御木本道路）を北へ約5分。周辺に合計448台収容の駐車場がある[15]。